# Vi Hiếu Khoan
Vi Thúc Dụ (chữ Hán: 韦叔裕, 509 – 580), tên tự là Hiếu Khoan (孝宽), người huyện Đỗ Lăng, quận Kinh Triệu , là tướng lĩnh nhà Bắc Ngụy, Tây Ngụy, Bắc Chu cuối thời Nam Bắc triều trong lịch sử Trung Quốc. Ông quen dùng tên tự, nên sử cũ cũng gọi theo như vậy .

## Quá trình thăng tiến

### Làm tướng nhà Bắc Ngụy
Hiếu Khoan trưởng thành vào lúc Tiêu Bảo Dần đang nổi dậy ở Quan Hữu, bèn đến Lạc Dương, xin gia nhập quân tiền phong. Triều đình khen ngợi, lập tức bái làm Thống quân. Hiếu Khoan theo Phùng Dực công Trưởng Tôn Thừa Nghiệp tây chinh, trận nào cũng có công. Được bái làm Quốc Tử bác sĩ, Hành Hoa Sơn quận sự. Khi thị trung Dương Khản làm Đại đô đốc, ra trấn thủ Đồng Quan, cất nhắc Hiếu Khoan làm Tư mã; Khản cho rằng ông có tài, gả con gái cho .
Trong những năm Vĩnh An (528 – 530), được nhận chức Tuyên uy tướng quân, Cấp sự trung, sau đó được ban tước Sơn Bắc huyện nam .
Trong những năm Phổ Thái (531 – 532), giữ chức đô đốc theo Kinh Châu thứ sử Nguyên Tử Cung trấn thủ Nhương Thành, nhờ công được nhận chức Tích Dương quận thú.

### Làm tướng nhà Tây Ngụy
Đầu thời Bắc Ngụy Hiếu Vũ Đế, Hiếu Khoan giữ chức đô đốc trấn thủ Tương Thành. Khi Vũ Văn Thái từ Nguyên Châu đến Ung Châu, lệnh cho Hiếu Khoan đi theo quân đội. Thái chiếm được Đồng Quan, Hiếu Khoan lập tức được thụ Hoằng Nông quận thú. Năm Đại Thống thứ 3 (537), tham gia đánh bại tướng Đông Ngụy là Đậu Thái, được kiêm Tả thừa, Tiết độ Nghi Dương binh mã sự. Sau đó cùng Độc Cô Tín vào Lạc Dương, được làm Dương Thành quận thú, rồi cùng Vũ Văn Quý, Di Phong tiếp ứng nghĩa quân ở Dĩnh Xuyên, đánh bại tướng Đông Ngụy là Nhiệm Tường, Nghiêu Hùng tại đấy. Hiếu Khoan lại tiến quân chiếm Nhạc Khẩu, hạ Dự Châu, bắt thứ sử Phùng Ung .
Năm thứ 4 (538), tham chiến ở Hà Kiều. Vì quân Tây Ngụy thất thế ở trận Hà Kiều, biên cảnh xao động, Vũ Văn Thái bèn lệnh cho Hiếu Khoan giữ chức tướng quân cũ làm Hành nghi dương quận sự. Sau đó được thăng Nam Duyện Châu thứ sử .
Năm Đại Thống thứ 5 (539), được tiến tước làm hầu .
Năm thứ 8 (542), được chuyển làm Tấn Châu thứ sử. Được tiến thụ Đại đô đốc.
Tháng 8 ÂL năm thứ 12 (546) , thay thế Vương Tư Chính trấn thủ Ngọc Bích, kiêm Nhiếp Nam Phần Châu sự. Tháng 9 ÂL , Đông Ngụy thừa tướng Cao Hoan vây đánh Ngọc Bích. Cuộc vây thành kéo dài 6 tuần (6 x 10 ngày), quân Đông Ngụy thương vong và bệnh tật mất 4, 5 phần 10, cuối cùng phải rút lui. Cao Hoan trở về không lâu thì mất. Tây Ngụy Văn đế khen ngợi công của Hiếu Khoan, lệnh Điện trung thượng thư Trưởng Tôn Thiệu Viễn, Tả thừa Vương Duyệt đến Ngọc Bích úy lạo thăm hỏi, cho ông thụ Phiêu kỵ đại tướng quân, Khai phủ nghi đồng tam tư, tiến tước Kiến Trung quận công .
Năm thứ 2 thời Tây Ngụy Phế đế (553), Hiếu Khoan được làm Ung Châu thứ sử.
Năm đầu tiên thời Tây Ngụy Cung Đế (554), Hiếu Khoan giữ chức Đại tướng quân, theo Yên công Vu Cẩn tiến đánh Giang Lăng của Lương Nguyên Đế, chiếm được, nhờ công được phong Nhương huyện công. Sau khi trở về ông được phong làm Thượng thư hữu bộc xạ, ban họ Vũ Văn .
Năm thứ 3 (556), Vũ Văn Thái bắc tuần, lệnh cho Hiếu Khoan quay lại trấn thủ Ngọc Bích .

### Làm tướng nhà Bắc Chu
Bắc Chu Hiếu Mẫn đế lên ngôi (557), Vi Hiếu Khoan được phong làm Tiểu tư đồ .
Đầu thời Bắc Chu Minh Đế, ông được làm Tham Lân Chỉ điện học sĩ, khảo sát và hiệu đính văn tịch, đồ thư .
Năm Bảo Định đầu tiên (561) thời Bắc Chu Vũ Đế, triều đình đặt Huân Châu, cho rằng Hiếu Khoan có huân công ở Ngọc Bích, lấy ông làm Huân Châu thứ sử .
Tháng 9 nhuận năm thứ 4 (564) , ông được tiến vị Trụ quốc.
Năm Thiên Hòa thứ 5 (570), ông được tiến tước Vân quốc công, tăng thực ấp kể cả khi trước là 1 vạn hộ .
Tháng 2 ÂL năm Kiến Đức thứ 4 (575) , Hiếu Khoan biết Vũ đế nuôi chí diệt Bắc Tề, bèn dâng sớ trình bày 3 sách lược, được Vũ đế tiếp nạp .
Năm thứ 5 (576), Triệu cương Vũ Văn Chiêu soái quân đánh Kê Hồ, cùng đại quân Bắc Chu đang đánh Bắc Tề kết thành thế ỷ giốc, Vũ đế sắc cho Hiếu Khoan làm Hành quân tổng quản, vây đánh Hoa Cốc để tiếp ứng; ông chiếm được 4 thành của Bắc Tề. Đế chiếm được Tấn Châu, lệnh cho Hiếu Khoan quay về Ngọc Bích. Đến khi Vũ đế khải hoàn (577), ghé qua Ngọc Bích, hạ chiếu cho Hiếu Khoan theo xa giá về kinh. Được bái làm Đại tư không, ra nhận chức Duyên Châu tổng quản, tiến vị Thượng trụ quốc .
Tháng 2 ÂL năm Đại Tượng đầu tiên (579), ông được nhận chức Từ, Duyện đẳng 11 châu 5 trấn chư quân sự, Từ Châu tổng quản. Tháng 9 ÂL , Hiếu Khoan lại làm Hành quân nguyên soái, tấn công vùng Hoài Nam của nhà Trần, chiếm được. Có chiếu xét công, riêng phong cho một con trai của Hiếu Khoan làm Hoạt quốc công.
Tháng 5 ÂL năm thứ 2 (580) , Bắc Chu Tuyên đế qua đời, phụ chính đại thần Dương Kiên lấy Hiếu Khoan làm Tương Châu tổng quản thay thế Uất Trì Quýnh. Hiếu Khoan dò biết Quýnh thật sự làm loạn, vội bỏ chạy về Lạc Dương. Tháng 6 ÂL, có chiếu lấy Hiếu Khoan làm nguyên soái, đem quân Quan Trung chinh phạt Uất Trì Quýnh. Tháng 10 ÂL, ông khải hoàn về kinh sư.
Tháng 11 ÂL năm đó ông qua đời, hưởng thọ 72 tuổi, được tặng Thái phó, 12 châu chư quân sự, Ung Châu mục, thụy là Tương .

## Công tích

### Trị lý hữu phương
Người Sơn Hồ ở Tấn Châu cậy địa hình hiểm trở, nhiều lần cướp bóc, Hiếu Khoan đối với họ có uy tín, trong châu yên tĩnh trở lại .
Bên đường ở Ung Châu cứ 1 dặm đặt 1 ụ đất, gặp mưa gió là hỏng, nên thường xuyên phải sửa chữa. Từ khi Hiếu Khoan đến châu, lệnh cho bộ hạ trồng cây hòe thay cho ụ đất. Như thế không phải tốn công sửa chữa, người đi đường còn có bóng mát. Vũ Văn Thái nghe được, hỏi rõ nguyên nhân, nói: “Há chỉ có một châu như thế, phải lệnh cho cả thiên hạ cùng làm.” Vì thế lệnh cho các châu ở bên đường cứ 1 dặm trồng 1 cây, 10 dặm trồng 3 cây, 100 dặm trồng 5 cây .

### Phòng bị biên thùy

#### Điều đình giao thương
Sứ giả Bắc Tề đến Ngọc Bích đề nghị giao thương. Tấn công Vũ Văn Hộ nghi ngờ, nhưng cho rằng nếu Đông Ngụy chịu trả lại cô và mẹ của Hộ thì có thể đáp ứng. Vì thế Tư môn hạ đại phu Doãn Công Chánh nhận lệnh đến Ngọc Bích, cùng Hiếu Khoan bàn bạc. Hiếu Khoan bèn sắp đặt cung trướng ở chỗ giao, để Công Chánh đối thoại với sứ giả Bắc Tề. Vì Bắc Tề nhanh chóng đồng ý trả người, Hiếu Khoan cũng tha cho dân chúng Quan Đông bị người Hồ ở Phần Châu bắt về, gởi kèm thư bày tỏ mong muốn hòa hảo của triều đình Bắc Chu. Sau đó Hiếu Khoan dùng lễ đón cô và mẹ của Vũ Văn Hộ .

#### Đắp thành Phần Bắc
Đầu niên hiệu Bảo Định, ở phía bắc Phần Châu, từ Ly Thạch về phía nam, đều là người Sanh Hồ, thường xuyên cướp bóc dân chúng, ngăn trở đường sông. Hiếu Khoan rất lo lắng, nhưng đất ấy thông sang nước Tề, không có cách gì trấn áp; vì thế quyết định tại đó đắp một tòa thành. Hiếu Khoan trưng 10 vạn dân phu Hà Tây, 100 giáp sĩ, sai Khai phủ Diêu Nhạc làm giám đốc việc xây thành. Nhạc sợ hãi, cho binh ít khó mà làm được. Hiếu Khoan nói: “Làm xong thành này, chỉ cần 10 ngày. Nơi này cách Tấn Châu hơn 400 dặm, chúng ta khởi công 1 ngày, tin tức mất 2 ngày mới vào đất ngụy triều; bọn họ phát lệnh trưng binh Tấn Châu, mất 2 ngày để tập hợp; bàn bạc tính toán, mất thêm 3 ngày; kế đó là hành quân, 2 ngày còn chưa đến. Khi ấy thành trì của chúng ta đã xây xong rồi!” Diêu Nhạc xây thành, người Tề đến phía nam biên giới, ngờ có đại quân Chu, dừng lại không tiến. Hiếu Khoan bèn lệnh quân Chu ở Phần Thủy về phía nam, đốt lửa men theo các thôn Giới Sơn, Tắc Sơn; quân Tề cho rằng đó là doanh trại quân Chu, bèn lui quân. Thành được xây xong đúng như lời của Hiếu Khoan .
Năm Bảo Định thứ 4 (564), Tấn công Vũ Văn Hộ sắp đánh Bắc Tề, Hiếu Khoan đang ở Ngọc Bích, sai trưởng sử Tấn Đạo Hiến can ngăn, Hộ không nghe. Đến khi quân Chu quả nhiên thất thế, Khổng Thành thất thủ, Nghi Dương bị vây, Hiếu Khoan nói với bộ tướng rằng: “Mất đi một tòa thành Nghi Dương, cũng chẳng tổn hại gì. Sao hai nước phải tranh nhau, mấy lần động binh vất vả! Bọn họ nhiều quân tử , sao lại thiếu mưu kế? Nếu người Tề bỏ Hào Đông, đi đánh Phần Bắc, thì biên giới ắt bị xâm nhiễu. Bây giờ nên nhanh chóng đắp thành ở Hoa Cốc và Trường Thu, để phòng giặc đến. Nếu họ đến đấy trước chúng ta, thì khó mà đẩy lui được.” Vì thế Hiếu Khoan vẽ địa đồ, trình bày tình hình với Vũ Văn Hộ, nhưng ông ta không theo, sai trưởng sử Sất La Hiệp nói với sứ giả: “Con cháu Vi công tuy nhiều, nhưng chưa được đến trăm. Đắp thành ở Phần Bắc, sai ai cố thủ?” 
Năm Thiên Hòa thứ 5 (570), tướng Tề là Hộc Luật Quang chiếm mất Phần Bắc.

#### Khéo dùng gián điệp
Năm Đại Thống thứ 4 (538), tướng Đông Ngụy là Đoạn Sâm, Nghiêu Kiệt lại chiếm cứ Nghi Dương, sai Dương Châu thứ sử Ngưu Đạo Hằng mua chuộc người vùng biên. Hiếu Khoan rất lo lắng, bèn sai gián điệp dò xét lấy được bút tích của Đạo Hằng, sai người giỏi bắt chước chữ viết ngụy tạo thư Đạo Hằng gởi cho ông, bàn về các điều khoản xin hàng, còn làm ra vết cháy xém như từng bị ném vào lửa, sai gián điệp gởi đến doanh trại của Sâm. Sâm nhận được thư, quả nhiên nghi ngờ Đạo Hằng, sách lược của Đạo Hằng bày ra đều không được Sâm nghe theo. Hiếu Khoan biết đã chia rẽ được họ, bèn bất ngờ tập kích, bắt Sâm cùng Đạo Hằng, vùng Hào Sơn – Thằng Trì lại yên .
Hiếu Khoan giỏi phủ dụ, rất được lòng người, gián điệp của ông phái vào nước Tề đều tận lực; còn có người Tề nhận tiền của Hiếu Khoan, gởi thư thông báo nội tình. Vì thế đông triều có động tĩnh, tây triều đều biết trước. Khi ấy có chủ soái Hứa Bồn, được Hiếu khoan tin cậy, lệnh giữ một tòa thành. Bồn lại đem thành dâng cho Đông Ngụy, Hiếu Khoan giận, sai gián điệp giết hắn ta, chặt đầu đem về .
Năm Thiên Hòa thứ 6 (571), Tham quân Khúc Nham – vốn giỏi bói cỏ thi – nói với Hiếu Khoan rằng: “Năm sau đông triều ắt có đại tướng bị giết.” Hiếu Khoan nhân đó lệnh cho Nham làm bài ca dao: “Trăm thăng bay lên trời, trăng sáng chiếu Trường An. Núi Cao không phá tự vỡ, cây Hộc không dựng tự đứng.” (100 thăng = 1 hộc, Minh Nguyệt là tên tự của Hộc Luật Quang) rồi lệnh cho gián điệp lưu truyền, đến tận Nghiệp Thành. Sủng thần Tề là Tổ Thỉnh vốn có hiềm khích với Hộc Luật Quang, dặm thêm vài câu vào bài ca dao, xúi giục Tề Hậu chủ Cao Vĩ sát hại Quang (572) .

#### Kiên thủ Ngọc Bích
Năm Đại Thống thứ 12 (546), Đông Ngụy thừa tướng Cao Hoan dốc quân Sơn Đông tấn công Ngọc Bích, doanh trại kéo vài mươi dặm đến dưới thành. Quân Đông Ngụy đắp núi đất ở phía nam thành, muốn từ chỗ đó mà vào; tại nơi họ đắp núi, trên thành có 2 tòa lầu cao. Hiếu Khoan buộc gỗ xây lầu cao lên, sao cho vượt trên núi đất, còn làm nhiều công cụ để phòng ngự. Cao Hoan sai sứ giả nói với người trong thành: “Mặc cho các ngươi dựng lầu cao đến trời, ta vẫn vào thành để bắt các ngươi.” Rồi ở phía nam thành đào địa đạo, ở phía bắc thành đắp núi đất, chế công cụ, đêm ngày không nghỉ. Hiếu Khoan cho đào rãnh dài, đón trước địa đạo, phái binh sĩ coi giữ. Quân Đông Ngụy đào đến rãnh, lập tức bị phục binh bắt giết; hoặc chứa sẵn củi lửa bên ngoài rãnh, nhân lúc địch còn ở trong địa đạo thì đốt củi ném vào, dùng túi da bò để tạo gió. Khói lửa phụt vào, quân Đông Ngụy đều bị cháy đầu bỏng trán.
Quân Đông Ngụy chế tạo Công xa, loại xe này chẳng chỗ nào không phá hủy được, quân Tây Ngụy dùng ván che chắn nhưng không thể đỡ nổi. Hiếu Khoan bèn chắp vải làm màn, đón đầu Công xa mà giăng ra. Vải treo trên không trung, Công xa không thể gây hư hại. Quân Đông Ngụy buộc cành cây tùng vào sào, tẩm dầu rồi châm lửa, muốn dùng để đốt lầu. Hiếu Khoan làm dao móc cán dài, mài lưỡi thật sắc, sào lửa vừa đến thì móc lấy mà chặt đứt, những cành tùng đều rơi xuống. Quân Đông Ngụy ở 4 mặt thành đào 21 con địa đạo, chia làm 4 lộ, trong đó dựng cột để đỡ. Làm xong, tẩm dầu vào trụ, nổi lửa đốt đi, trụ gãy thì tường thành sập xuống. Hiếu Khoan ở nơi tường sập, dùng rào gỗ ngăn lại, khiến quân địch không thể xâm nhập.
Quân Đông Ngụy dùng mọi chiến thuật tấn công, đều bị Hiếu Khoan phá được. Cao Hoan không biết làm sao, bèn sai Thương tào tham quân Tổ Thỉnh nói: “Chẳng có cứu binh, sao không hàng đi?” Hiếu Khoan đáp: “Thành trì của ta kiên cố, binh sĩ lương thực có thừa, kẻ đánh vất vả, người giữ nhàn hạ, trong khoảng mươi tháng, cần gì cứu viện? Chỉ có bọn mày không trở về thì nguy. Hiếu Khoan là đàn ông Quan Tây, ắt không làm tướng quân đầu hàng đâu!” Sau đó Thỉnh lại nói vọng vào thành: “Vi thành chủ được nhận vinh lộc, mới có thể làm như thế này, quân sĩ không được gì, sao phải theo ông ta vào nơi nước sôi lửa bỏng?” rồi bắn vào thành tờ thư thông báo rằng: “Ai chém thành chủ đầu hàng, được bái làm Thái úy, phong Khai quốc quận công, thực ấp vạn hộ, thưởng vạn xúc lụa.” Hiếu Khoan đề ở mặt sau tờ thư rằng: “Ai chém được Cao Hoan, thưởng y như vậy!” rồi bắn ra ngoài.
Con em họ Vi vẫn còn ở Sơn Đông, quân Đông Ngụy giải một người đến dưới thành, kề đao vào cổ nói: “Nếu không sớm hàng, sẽ đem giết sạch.” Hiếu Khoan khẳng khái động viên tướng sĩ, tỏ ra không thèm quan tâm. Quân Tây Ngụy không ai dám không gắng sức, liều chết chiến đấu. Quân Đông Ngụy cuối cùng phải rút lui .

### Đánh chiếm Hoài Nam
Năm Đại Tượng đầu tiên (579), Hiếu Khoan lại làm Hành quân nguyên soái, tấn công vùng Hoài Nam của nhà Trần. Tháng 11 ÂL , Hiếu Khoan chia Kỷ công Vũ Văn Lượng đánh Hoàng thành, Thành công Lương Sĩ Ngạn đánh Quảng Lăng, tự mình đánh Thọ Dương, đều chiếm được. Ban đầu, quân Chu vừa đến, nhiều thành thuộc Hoài Nam ngầm xin hàng, thứ sử Ngô Văn Lập của Trần muốn phá đê thả nước ở Ngũ Môn, nhằm cắt đứt đường sá. Hiếu Khoan kịp thời ngăn chặn, nhà Trần đành dời dân bỏ đất, quân Chu chiếm trọn khu vực phía bắc Trường Giang .
Tháng 3 ÂL năm thứ 2 (580) , Hiếu Khoan ban sư, về đến Dự Châu, Vũ Văn Lượng dấy binh làm phản, đưa vài trăm kỵ binh tập kích ông. Trước đó, Hiếu Khoan được bộ hạ của Lượng là Quốc quan Như Khoan cáo mật, nên đã có phòng bị. Lượng không đánh nổi, bỏ trốn, bị Hiếu Khoan đuổi theo bắt được .

### Trấn áp Uất Trì Quýnh

#### Bày tiệc thoát thân
Năm Đại Tượng thứ 2 (580), Bắc Chu Tuyên đế qua đời, phụ chính đại thần Dương Kiên lấy Hiếu Khoan làm Tương Châu tổng quản thay thế Uất Trì Quýnh. Hiếu Khoan đi đến Triều Ca thì gặp Đại đô đốc Hạ Lan Quý gởi thư thăm hỏi của Quýnh, bèn giữ ông ta lại cùng nói chuyện để dò xét. Hiếu Khoan ngờ rằng bọn Huýnh nổi loạn, nên xưng bệnh để đi chậm lại, còn sai sứ giả đến Tương Châu xin thuốc, nhằm dò xét bọn họ. Giữa đường Hiếu Khoan gặp cháu gọi mình bằng chú là Ngụy Quận thái thú Vi Nghệ bỏ quận chạy về nam, xác thực Uất Trì Quýnh nổi loạn, vội vã quay lại. Trên đường về, Hiếu Khoan hạ lệnh phá hủy tất cả những cây cầu mà ông đi qua, đem theo tất cả ngựa dịch ở các trạm dịch mà ông ghé lại. Hiếu Khoan lại dặn dò dịch tướng rằng: “Thục công (tức Uất Trì Quýnh) sắp đến, hãy chuẩn bị thật nhiều rượu thịt cùng rơm rạ để đợi ông ấy!” Quýnh quả nhiên sai nghi đồng Lương Tử Khang đem mấy trăm kỵ binh đuổi theo, đến trạm dịch nào cũng được dịch tư đãi đằng rất hậu, nên đều dừng lại, vì vậy mà không bắt kịp .

#### Trấn áp quân nổi dậy
Khi ấy có người khuyên Hiếu Khoan rằng Lạc Dương không có phòng bị, trấn thủ Hà Dương lại là người Tiên Ti ở Quan Đông, nếu Uất Trì Quýnh đến trước chiếm nơi ấy, thì vạ không nhỏ. Hiếu Khoan bèn tiến vào Hà Dương. Trong thành có 800 người Tiên Ti, gia quyến đều ở Nghiệp Thành (do Quýnh cai quản), thấy Hiếu Khoan ít quân, ngầm mưu hưởng ứng Quýnh. Hiếu Khoan biết, bèn trá xưng có lệnh từ Lạc Dương triệu tập bọn người ấy, tách họ ra nhiều nhóm nhỏ gởi đến Lạc Dương. Những người Tiên Ti bị giam lỏng ở Lạc Dương nản lòng từ bỏ âm mưu chống lại.
Tháng 6 ÂL, có chiếu lấy Hiếu Khoan làm nguyên soái, đem quân Quan Trung chinh phạt Uất Trì Quýnh. Tháng 7 ÂL, quan quân đến Hà Dương, Hiếu Khoan điều quân đánh bại tướng của Huýnh là bọn Nghi đồng Tiết Công Lễ đang vây bức Hoài Châu. Quan quân đến góc đông nam của thành Vĩnh Kiều thuộc huyện Hoài, chư tướng cho rằng thành này ở giữa đường, xin đánh, Hiếu Khoan nói: “Thành nhỏ mà chắc, nếu đánh mà không được, thì tổn hại binh uy. Nay chúng ta phá được đại quân của họ, tòa thành này còn làm được gì?” Vì thế Hiếu Khoan đưa quân đến Vũ Trắc, đại phá con của Huýnh là Đôn, Đôn chạy về Nghiệp Thành. Quan quân đến góc phía nam của Tây Môn Báo Từ thuộc Nghiệp Thành, Huýnh tự ra đánh, lại thất bại. Quýnh cùng đường phải tự sát, binh sĩ của ông ta trong Tiểu Thành đều bị chôn sống. Những nơi chưa hàng phục, Hiếu Khoan đều tùy cơ trấn áp. Tháng 10 ÂL, khải hoàn về kinh sư.

## Giai thoại: Kinh Châu liên bích
Cuối đời Bắc Ngụy, Hiếu Khoan nhận chức ở Kinh Châu, có Độc Cô Tín làm Tân Dã quận thú cũng thuộc Kinh Châu. Hai người đi lại thân mật, đều giỏi cai trị, được quan dân Kinh Châu khen ngợi, gọi là Liên bích .

## Dật sự
Năm Kiến Đức đầu tiên (572), Bắc Chu Vũ đế giết quyền thần Vũ Văn Hộ. Từ ấy, Hiếu Khoan lấy cớ tuổi cao, nhiều lần xin trí sĩ, đế cho rằng nước địch vẫn còn, hạ chiếu không cho. Sau khi dâng sách lược đánh Bắc Tề (575), Hiếu Khoan lại xưng bệnh xin Khất hài cốt, đế an ủi: “Xem mặt thì đã biết lòng, sao phải xin đi xin lại làm gì nữa?” 
Năm thứ 5 (576), Vũ đế đánh Bắc Tề, đi qua Ngọc Bích, xem lại chiến trường xưa, rất lấy làm thán phục. Hiếu Khoan tự nhận mình nắm rõ hư thực của Bắc Tề, xin làm tiền khu. Đế lấy cớ Ngọc Bích xung yếu, không phải Hiếu Khoan thì không giữ được, không đồng ý. Đến khi Vũ đế khải hoàn (577), ghé qua Ngọc Bích, hỏi đùa Hiếu Khoan rằng: “Người đời nói càng già càng khôn, dụng binh cần nhờ mưu kế của họ. Nhưng trẫm chỉ đem theo bọn thiếu niên, một trận đã thành công, ngài đã làm được như thế chưa?” Hiếu Khoan đáp: “Thần nay đã già yếu lắm, chỉ còn tấm lòng thành mà thôi. Nhưng khi còn trẻ khỏe, cũng từng dốc sức vì tiên triều (tức Bắc Ngụy), đã bình định Quan Hữu.” Đế cả cười nói: “Thật như lời ngài.” 

## Tính cách
Hiếu Khoan tính thâm trầm cơ mẫn, ôn hòa chánh trực, đọc khắp kinh sử; thiếu thời tòng quân dẹp loạn, về sau bảo vệ biên thùy một thời gian dài, nhiều lần chống lại cường địch. Hiếu Khoan giỏi mưu lược, ban đầu ông sắp đặt, mọi người không hiểu, đến khi việc thành công, thì đều sợ phục. Hiếu Khoan dù ở trong quân, vẫn dốc lòng học tập, được lúc rảnh rỗi, đều dùng để đọc sách. Cuối đời Hiếu Khoan có bệnh mắt, vì vậy lệnh cho học sĩ đọc cho mình nghe .
Hiếu Khoan sớm mồ côi, hầu hạ anh chị rất cẩn thận, có được bổng lộc, không hề giữ riêng. Thân tộc có ai cô khổ, ắt đến cứu giúp. Trong triều ngoài cõi do vậy mà khen ngợi. Con trưởng là Kham lên 10 tuổi, Tây Ngụy Văn đế muốn gả công chúa, Hiếu Khoan từ chối, cho biết con của anh trai Vi Quýnh là Vi Thế Khang lớn tuổi hơn Kham. Ngụy Văn đế khen ngợi, gả công chúa cho Thế Khang .

## Gia đình
Năm 1990, các nhà khảo cổ tìm được mộ của Vi Hiếu Khoan và phu nhân Trịnh Bì La tại trấn Vi Khúc, huyện Trường An, Tây An. Căn cứ vào mộ chí (40 hàng x 40 chữ), chúng ta biết thêm nhiều thông tin về gia quyến của ông.

### Ông nội
Họ Vi là đại tộc ở Tam Phụ. Vi Trực Thiện  hay Vi Chân Âm , làm Phùng Dực, Phù Phong 2 quận thú nhà Bắc Ngụy, được tặng Kính Châu thứ sử .

### Cha
Vi Húc, làm Vũ Uy quận thú. Năm Kiến Nghĩa đầu tiên (528) thời Hiếu Trang đế, Húc được làm Đại hành đài hữu thừa, gia Phụ quốc tướng quân, Ung Châu đại trung chánh. Năm Vĩnh An thứ 2 (529), được bái Hữu tướng quân, Nam Bân Châu thứ sử. Bấy giờ người Đê nổi dậy cướp bóc, Húc tùy cơ chiêu phủ, bọn họ đều quy phụ. Sau đó Húc mất khi đang ở chức, được tặng Tư không, Ký Châu thứ sử, thụy là Văn Huệ .

### Anh em
- Vi Quýnh, Chu thư/Bắc sử có truyện. Cố sự về các con của Quýnh là Quang tự Thế Mục, (không rõ tên) tự Thế Khang, Nghệ tự Thế Văn, Xung tự Thế Xung đều được chép phụ vào Vi Quýnh truyện trong Bắc sử.
- Vi Hiếu Cố làm đến Lại bộ lang trung, được tặng Ung Châu thứ sử, An Bình Cung tử, con Vi Quýnh là Vi Quang kế tự [6].
- Vi Tử Thiên, bị Cao Hoan sát hại, được truy tặng Lạc Châu thứ sử, con Vi Hiếu Khoan là Vi Kham kế tự [6].

### Vợ
- Dương thị, người đại tộc họ Dương ở quận Hoằng Nông, là con gái danh tướng Dương Khản. Dương thị sanh Vi Na Li, Vi Trường Anh [6].
- Trịnh Bì La, người đại tộc họ Trịnh ở quận Huỳnh Dương, sau đó đổi sang họ Hạ Lan, là cháu nội của Thái úy tế tửu Trịnh Tổ Dục, con gái của Trịnh Tăng Phúc. Trịnh Bì La sanh Vi Tổng, Vi Thọ [6].
- Nguyên Ấu Nga, sanh Vi Tễ [6].

### Con trai
- Vi Na Li, mất sớm, được truy tặng Sứ trì tiết, Nghi đồng tam tư, Trung Bình huyện khai quốc công nhà Bắc Chu [6].
- Vi Kham làm đến Sứ trì tiết, nghi đồng đại tướng quân, Lăng, Bồng 2 châu thứ sử, Nhương huyện khai quốc công nhà Bắc Chu [6].
- Vi Tổng làm đến Sứ trì tiết, khai phủ, Kinh Triệu doãn, được truy tặng Trụ quốc, Bồ, Thiểm, Hùng, Trung, Nghĩa 5 châu thứ sử, Hà Nam quận khai quốc công nhà Bắc Chu [6]. Có con gái là Vi phi , Kế phi của Phế Thái tử Dương Chiêu , mẹ sinh Tùy Cung Đế.
- Vi Thọ làm đến Sứ trì tiết, Khai phủ, Nghi đồng đại tướng quân, Kinh Triệu doãn, Hoạt quốc công nhà Bắc Chu [6].
- Vi Tễ làm đến Sứ trì tiết, Khai phủ, Nghi đồng đại tướng quân, An ấp huyện khai quốc bá nhà Bắc Chu [6].
- Vi Tân làm đến Sứ trì tiết, Nghi đồng đại tướng quân, Vũ Dương quận khai quốc công nhà Bắc Chu, Thái phó thiếu khanh, Lăng Châu thứ sử, Thọ Quang nam nhà Đường [6].
- Vi Vô Lậu được phong Vĩnh An huyện khai quốc hầu nhà Bắc Chu [6][7].

### Con gái
- Vi Trường Anh được phong Phổ An quận công chúa, gả cho Khai phủ, Thiếu bảo, Tân Thái quận khai quốc công Giải Tư Khôi [6].
- Không rõ tên, được gả cho Hồ Châu thứ sử Hoàng Phủ Đạo, sanh Hoàng Phủ Tích. Tùy thư có chép cố sự về Hoàng Phủ Tích.